# Enciclopèdia d'Obertures d'Escacs
L'Enciclopèdia d'Obertures d'Escacs (en anglès: Encyclopaedia of Chess Openings, molt coneguda i citada pel seu acrònim ECO) és un sistema de classificació de moviments d'obertura en el joc dels escacs.
El sistema es va presentar com una col·lecció de cinc volums de llibres (actualment també en format de base de dades informàtica) descriptius i classificatoris de totes les obertures d'escacs. Els moviments van ser seleccionats a partir de milers de partides entre mestres, d'anàlisis publicades al Chess Informant des de 1966, i compilades per notables jugadors d'escacs. El principal editor és Aleksandar Matanović. Ambdues publicacions, ECO i Chess Informant són publicades per l'editorial sèrbia Šahovski Informator (Informador escaquístic). Les obertures són presentades en taules ECO que mostren de manera concisa les millors línies d'obertura.
Els llibres contenen molt poc text, en vuit idiomes. La major part del llibre consisteix en diagrames de posicions i jugades, en notació algebraica amb figuretes, amb símbols especials per comentar els moviments (vegeu Notació (escacs)).
En lloc dels noms tradicionals de les obertures, ECO ha desenvolupat un codi únic, que ha estat posteriorment adoptat també per moltes altres publicacions d'escacs. Hi ha cinc categories principals, des de la "A" fins a la "E", cadascuna de les quals es divideix en cent subcategories.
El codi ECO és una marca registrada de Chess Informant Inc.

## Obertures cobertes
- Volum A: obertures de flanc

| - - Obertura anglesa - Defensa Benoni - Defensa holandesa - Obertura Réti | - - Gambit Benko - Defensa índia antiga - Obertura Bird - Obertures irregulars, etc. |

- Volum B: Obertures semiobertes diferents de la defensa francesa

| - - Defensa siciliana - Defensa Caro-Kann - Defensa Pirc | - - Defensa Alekhin - Defensa moderna - Defensa escandinava, etc. |

- Volum C: Obertures obertes i defensa francesa

| - - Obertura Ruy López - Defensa francesa - Defensa Petrov - Gambit de rei | - - Defensa Philidor - Obertura italiana (Giuoco Piano i Defensa dels dos cavalls) - Obertura escocesa - Obertura dels quatre cavalls, etc. |

- Volum D: Obertures tancades i Obertures semitancades (incloent la defensa Grünfeld però no d'altres defenses índies)
  - Gambit de dama
    - Acceptat
    - Refusat (Eslava, Ortodoxa, Tarrasch, Tartakower, Contragambit Albin, etc.)

  - Defensa Grünfeld
  - Obertura del peó de dama, etc.
- Volum E: Defenses índies (diferents de la Grünfeld i de l'índia antiga)

| - - Defensa Nimzoíndia - Defensa índia de dama - Defensa índia de rei | - - Obertura catalana - Defensa Bogoíndia, etc. |

## Principals codis ECO
- A
  - Jugades blanques diferents de 1.e4, 1.d4 (A00–A39)
  - 1.d4 sense 1...d5, 1...Cf6: Respostes atípiques a 1.d4 (A40–A44)
  - 1.d4 Cf6 sense 2.c4: Respostes atípiques a 1...Cf6 (A45–A49)
  - 1.d4 Cf6 2.c4 sense 2...e6, 2...g6: sistemes indis poc freqüents (A50–A79)
  - 1.d4 f5: defensa holandesa (A80–A99)
- B
  - 1.e4 sense 1...c5, 1...e6, 1...e5 (B00–B09)
  - 1.e4 c6: defensa Caro-Kann (B10–B19)
  - 1.e4 c5: defensa siciliana (B20–B99)
- C
  - 1.e4 e6: defensa francesa (C00–C19)
  - 1.e4 e5: Partides de peó de rei (C20–C99)
- D
  - 1.d4 d5: Partides de peó de dama (D00–D69)
  - 1.d4 Cf6 2.c4 g6 amb 3...d5: defensa Grünfeld (D70–D99)
- E
  - 1.d4 Cf6 2.c4 e6: sistemes indis amb ...e6 (E00–E59)
  - 1.d4 Cf6 2.c4 g6 sense 3...d5: sistemes indis amb ...g6 (excepte la Grünfeld) (E60–E99)

## Primera edició
La primera edició de l'enciclopèdia veié la llum en els anys següents:
- volum A: 1979
- volum B: 1975
- volum C: 1974
- volum D: 1976
- volum E: 1978

| Codi  | Autor                 |
| ----- | --------------------- |
| 00–01 | Baguírov, Vladímir    |
| 94–95 | Baguírov, Vladímir    |
| 60–65 | Barcza, Gedeon        |
| 60–65 | Florian, Tibor        |
| 70–79 | Botvínnik, Mikhaïl    |
| 98–99 | Botvínnik, Mikhaïl    |
| 70–79 | Abràmov, Lev          |
| 98–99 | Abràmov, Lev          |
| 56–57 | Bukić, Enver          |
| 02–05 | Cvetković, Srđan      |
| 02–05 | Sokolov, Vladímir     |
| 31–32 | Euwe, Max             |
| 50–55 | Filip, Miroslav       |
| 45–46 | Gheorghiu, Florin     |
| 45–46 | Samarian, Sergiu      |
| 38–39 | Gipslis, Aivars       |
| 80    | Gipslis, Aivars       |
| 90–91 | Gipslis, Aivars       |
| 58–59 | Hort, Vlastimil       |
| 66–69 | Judovič, Mihail       |
| 85–89 | Kàrpov, Anatoli       |
| 43–44 | Korchnoi, Viktor      |
| 47–49 | Korchnoi, Viktor      |
| 15–19 | Kótov, Aleksandr      |
| 33–34 | Larsen, Bent          |
| 30    | Matanović, Aleksandar |
| 35–36 | Matanović, Aleksandar |
| 30    | Ugrinović, Dragan     |
| 35–36 | Ugrinović, Dragan     |
| 25    | Matulović, Milan      |
| 25    | Krnić, Zdenko         |
| 06–09 | Minev, Nikolay        |
| 37–38 | Minev, Nikolay        |
| 40–42 | Parma, Bruno          |
| 26–29 | Polugaevsky, Lev      |
| 96–97 | Smislov, Vassili      |
| 10–14 | Suetin, Alexey        |
| 20–24 | Taimanov, Mark        |
| 81–84 | Uhlmann, Wolfgang     |
| 92–93 | Uhlmann, Wolfgang     |

| Codi  | Autor                 |
| ----- | --------------------- |
| 00–05 | Averbakh, Yuri        |
| 00–05 | Neishtadt, Yakov      |
| 32–37 | Baguírov, Vladímir    |
| 67–69 | Boleslavski, Issaak   |
| 67–69 | Lepioixkin, Vladímir  |
| 27–29 | Botvínnik, Mikhaïl    |
| 47–49 | Botvínnik, Mikhaïl    |
| 27–29 | Abràmov, Lev          |
| 47–49 | Abràmov, Lev          |
| 97–99 | Byrne, Robert         |
| 97–99 | Mednis, Edmar         |
| 90–92 | Euwe, Max             |
| 46    | Filip, Miroslav       |
| 56–59 | Filip, Miroslav       |
| 10–11 | Gipslis, Aivars       |
| 20–23 | Gipslis, Aivars       |
| 95–96 | Vlastimil Hort        |
| 54–55 | Ivkov, Borislav       |
| 52    | Judovič, Mihail       |
| 83–84 | Kàrpov, Anatoli       |
| 83–84 | Razuvayev, Yuri       |
| 43    | Kótov, Aleksandr      |
| 50–51 | Kótov, Aleksandr      |
| 06–07 | Krnić, Zdenko         |
| 93–94 | Krnić, Zdenko         |
| 06–07 | Cvetković, Srđan      |
| 93–94 | Cvetković, Srđan      |
| 85–86 | Larsen, Bent          |
| 87–89 | Lilienthal, Andor     |
| 87–89 | Florian, Tibor        |
| 08–09 | Matanović, Aleksandar |
| 15–19 | Matanović, Aleksandar |
| 08–09 | Ugrinović, Dragan     |
| 15–19 | Ugrinović, Dragan     |
| 70–72 | Minev, Nikolay        |
| 76–79 | Minev, Nikolay        |
| 24–26 | Parma, Bruno          |
| 53    | Parma, Bruno          |
| 14    | Polugaevsky, Lev      |
| 73–75 | Polugaevsky, Lev      |
| 80–82 | Razuvayev, Yuri       |
| 12–13 | Suetin, Alexey        |
| 30–31 | Taimanov, Mark        |
| 40–45 | Taimanov, Mark        |
| 60–63 | Uhlmann, Wolfgang     |
| 38–39 | Unzicker, Wolfgang    |
| 64–66 | Wade, Robert          |

## Segona edició
La segona edició de l'enciclopèdia veié la llum en els anys següents:
- volum A: 1996
- volum B: 1984
- volum C: 1981
- volum D: 1987
- volum E: 1991

| Codi  | Autor                 |
| ----- | --------------------- |
| 04–05 | Baguírov, Vladímir    |
| 18–19 | Baguírov, Vladímir    |
| 13–14 | Botvínnik, Mikhaïl    |
| 13–14 | Abràmov, Lev          |
| 10    | Filip, Miroslav       |
| 12    | Filip, Miroslav       |
| 15    | Filip, Miroslav       |
| 17    | Filip, Miroslav       |
| 36–39 | Filip, Miroslav       |
| 70–79 | Hèl·ler, Iefim        |
| 95–99 | Gipslis, Aivars       |
| 20–21 | Gufeld, Eduard        |
| 23–26 | Gufeld, Eduard        |
| 02–03 | Hort, Vlastimil       |
| 80–85 | Kaspàrov, Garri       |
| 30–31 | Korchnoi, Viktor      |
| 34–35 | Korchnoi, Viktor      |
| 28–29 | Krnić, Zdenko         |
| 87    | Krnić, Zdenko         |
| 28–29 | Cvetković, Srđan      |
| 00–01 | Larsen, Bent          |
| 16    | Larsen, Bent          |
| 60–69 | Matanović, Aleksandar |
| 60–69 | Ugrinović, Dragan     |
| 06    | Minev, Nikolay        |
| 11    | Minev, Nikolay        |
| 57    | Nunn, John            |
| 88–89 | Nunn, John            |
| 07–09 | Parma, Bruno          |
| 44    | Polugaevsky, Lev      |
| 50–53 | Polugaevsky, Lev      |
| 86    | Polugaevsky, Lev      |
| 90–94 | Polugaevsky, Lev      |
| 96    | Polugaevsky, Lev      |
| 27    | Suetin, Alexey        |
| 54–56 | Suetin, Alexey        |
| 58–59 | Suetin, Alexey        |
| 22    | Svéixnikov, Ievgueni  |
| 33    | Svéixnikov, Ievgueni  |
| 40–43 | Taimanov, Mark        |
| 45–49 | Taimanov, Mark        |
| 32    | Uhlmann, Wolfgang     |